# 앉은뱅이목
의갈류 또는 앉은뱅이류는 동물계, 절지동물문, 협각아문, 거미강, 의갈목 또는 앉은뱅이목(영어: Pseudoscorpiones)에 속하는 동물의 총칭이다.
의갈목 또는 앉은뱅이목(영어: Pseudoscorpiones)은 옷좀나방의 애벌레와 수시렁이의 애벌레, 다듬이벌레, 개미, 진드기, 작은 파리를 먹이로 하기 때문에 사람의 입장에서는 일반적으로 익충으로 본다. 의갈목은 많은 환경에서 서식함에도 불구하고 작은 크기 때문에 눈에 잘 띄지 않으며 편리 공생의 한 형태인 편승을 통해 때때로 옮겨진다.